# Molen Vandevelde
De Molen Vandevelde of Vandeveldemolen is een voormalige stenen korenwindmolen aan de Astridlaan in Schendelbeke in de Oost-Vlaamse gemeente Geraardsbergen in de Vlaamse Ardennen. 

## Geschiedenis
Een houten graanwindmolen werd er opgericht in 1805. In 1860 werd die vervangen door een stenen bergmolen. In 1959 werd de molen ontmanteld. Hij is nu in gebruik als woning. Er blijft nog een steenkoppel over.
- Inventaris van het Bouwkundig Erfgoed (Vlaanderen): 8735